# Каґа (Ісікава)

36°18′10″ пн. ш. 136°18′54″ сх. д. / 36.30278° пн. ш. 136.31500° сх. д.
Ка́ґа (яп. 加賀市, かがし, МФА: [kaga ɕi̥]) — місто в Японії, в префектурі Ісікава.

## Короткі відомості
Розташоване в південно-західній частині префектури, на березі Японського моря. Виникло на основі середньовічного прихрамого містечка біля буддистського монастиря Дайсьодзі. В ранньому новому часі перетворене на призамкове містечко самурайського роду Маеда, столицю автономного уділу Дайдзьодзі. Засноване 1 січня 1958 року шляхом об'єднання населених пунктів повіту Енума — містечок Дайсьодзі, Ямасіро, Катаямадзу, Ібуріхасі, Хасітате й сіл Мікі, Мітані, Нанґо, Сіоя. Основою економіки міста є текстильна промисловість, металургія, приладобудування і виробництво велосипедів. Традиційне ремесло — виробництво шовку, яманацького дерев'яного посуду, кутанійської кераміки. В місті розташовані гарячі джерела Ямасіро та Катаямадзу. Станом на 1 квітня 2009 площа містечка становила 306,00 км². Станом на 1 липня 2011 населення містечка становило 71 090 осіб.